# Jeremias Abgastechnik
Die Jeremias Abgastechnik GmbH ist ein Hersteller von Abgas-, Abluft- und Schornsteinsystemen aus Edelstahl, Stahl und Kunststoff. Das Unternehmen hat seinen Hauptsitz in Wassertrüdingen (Bayern) und beschäftigt weltweit 1285 Mitarbeiter.

## Geschichte
Jeremias wurde 1984 von Stefan Engelhardt gegründet und produziert aktuell an insgesamt acht Standorten in Deutschland, Polen, Spanien, Tschechien, den USA und dem Vereinigten Königreich. Daneben ist Jeremias mit eigenen Handelsniederlassungen in Frankreich, Finnland, Kroatien und Italien vertreten und in über 60 weiteren Ländern weltweit präsent.

## Produkte
Jeremias bietet mehr als 100 zertifizierte Abgassysteme für unterschiedlichste Anwendungsgebiete und Märkte:
- Elementschornsteine für Heizungen, Kaminöfen, Brennwertkessel und Gaskamine in Ein- und Mehrfamilienhäusern
- Abgaslösungen für gewerbliche Anwendungen wie Blockheizkraftwerke, Großbäckereien, Industrieküchen, Generatoren und Notstromaggregate
- Ventilations- und Abluftsysteme
- Freistehende Stahlschornsteine mit bis zu 4 m Durchmesser für industrielle Anwendungen